# Maiski (Tula)
|  | Per a altres significats, vegeu «Maiski». |

Maiski (en rus: Майский) és un poble (un possiólok) de l'óblast de Tula, a Rússia, segons el cens del 2010 tenia 2.289 habitants.